# Джон Ла Роуз
Джон Ла Роуз (27 грудня 1927 — 28 лютого 2006) — політичний і культурний діяч, поет, письменник, видавець, засновник у 1966 році New Beacon Books, першої спеціалізованої карибської видавничої компанії у Великій Британії, а згодом голова Інституту Джорджа Падмора. Він був родом із Тринідаду і Тобаго, але брав участь у боротьбі за політичну незалежність і культурні та соціальні зміни у Карибському басейні у 1940-х-1950-х роках, пізніше у Великій Британії, решті Європи та країн Третього світу.

## Біографія

### Ранні роки в Карибському басейні: 1927—1960
Джон Ентоні Ла Роуз народився в Арімі, Тринідад і Тобаго, у 1927 році, молодший син Фердинанда Ла Роуза, торговця какао, і його дружини-вчительки Емілі. У нього було чотири сестри та брат. Ла Роуз відвідував місцеву римо-католицьку школу, а у віці дев'яти років отримав стипендію у Сент-Мері-коледж (Порт-оф-Спейн). Після закінчення школи він став там викладати, а згодом досяг посади провідного керівника страхової компанії Colonial Life, яка на той час перебувала в процесі становлення найбільшою страховою компанією на Карибах. Пізніше він жив і викладав у середніх школах Венесуели, а у 1961 році приїхав до Великої Британії.
Його зацікавлення культурою — так званою серйозною музикою, літературою, народною мовою та прислів'ями — передувало його прихильності до політики та профспілкового руху. Він все це пов'язував у баченні змін. У своїй заяві «Про New Beacon Review» він написав, що його концепція спрямована «на вираження радикального та революційного. Легше визначитись у політиці, і складніше та важче визначитись, або не визначитись, у мистецтві та культурі». Як виконавчий член Молодіжної ради він випускав їхню двотижневу радіопрограму «Голос молоді» на Radio Trinidad; а у середині 1950-х років він написав у співавторстві з каліпсіаном Раймондом Кеведо перше серйозне дослідження музичного напрямку каліпсо, спочатку під назвою «Kaiso, A Review», згодом опубліковане як «Atilla's Kaiso» (1983).
Ла Роуз допоміг сформувати Рух за свободу робітників у 1940-х роках і був редактором кількох опублікованих примірників їхнього журналу «Freedom». Він став виконавчим членом Федеративної профспілки робітників (пізніше об'єднаної в Національну спілку урядових і федеративних робітників), а пізніше генеральним секретарем Партії незалежності Вест-Індії, яка була сформована в результаті злиття Руху за свободу з активними профспілковими діячами. Пізніше він брав участь у боротьбі у середині Профспілки працівників нафтових родовищ (ППНР) «Повстанцями» за радикальні, демократичні та більш представницькі профспілки, за одного члена — один голос на регулярних періодичних виборах шляхом таємного голосування. Кандидати від «повстанців» перемогли на виборах у 1962 році, і він зберіг свої тісні зв'язки з ППНР та міжнародним профспілковим рухом, працюючи європейським представником ППНР з 1960-х років до своєї смерті у 2006 році.

### Життя і робота у Великій Британії: 1961—2006
Ла Роуз переїхав до Великої Британії у 1961 році, оселившись у Лондоні, зберігаючи тісні зв'язки з Карибами.
У серпні 1966 року разом зі своєю партнеркою Сарою Вайт він заснував New Beacon Books — перше спеціалізоване карибське видавництво, книгорозповсюджувач і міжнародна книжкова служба. Пізніше, у грудні 1966 року, разом з Едвардом Камау Братуейтом та Ендрю Солкі він став співзасновником впливового Карибського руху митців. Він був головою Інституту расових відносин у 1972/-1973 роках, а також був головою організації «На шляху до расової справедливості», яка випускала агітаційний журнал «Рейс тудей».
З середини 1960-х років Ла Роуз активно брав участь у Руху за освіту темношкірих, включаючи боротьбу проти групування та незаконного зарахування дітей Західної Індії до шкіл для неповноцінної освіти. У 1969 році він заснував додаткову школу Джорджа Падмора, одну з перших у своєму роді, і допоміг заснувати Карибську асоціацію освітніх і громадських працівників, яка опублікувала книгу Бернарда Коарда «How the West Indian Child Is Made Educationally Sub-normal in the British School System»(1971). Пізніше, у 1980-х роках, Ла Роз допоміг заснувати Національну асоціацію додаткових шкіл й очолював її протягом двох років.
У 1966 році він був одним із засновників Кампанії солідарності у В'єтнамі та членом національної ради цього важливого антивоєнного руху.
Разом з режисером Франко Россо він був співпродюсером і сценаристом документального фільму «Мангрова дев'ятка» (1973) про опір нападам поліції на популярний ресторан Mangrove на початку 1970-х років. У 1973 році Ла Роуз зняв короткометражну стрічку про Чорну церкву у Великій Британії як частину програми «Full House» BBC 2 про карибське мистецтво.
У 1975 році він став співзасновником Руху темношкірих батьків з-поміж батьків, які працювали у додатковій школі Джорджа Падмора після інциденту, у процесі якого поліція побила молодого темношкірого учня біля школи у лондонському районі Герінгей.
Пізніше Рух чорних батьків уклав альянс з Рухом чорної молоді та Колективом «Рейс тудей», які разом із журналом «Рейс тудей» стали самостійними. Разом вони започаткували потужний культурний і політичний рух, успішно борючись у багатьох випадках проти поліцейського гноблення та свавілля, за кращу державну освіту. Саме Альянс сформував Комітет дій щодо різанини у Нью-Кроссі у відповідь на передбачуваний підпал, який призвів до загибелі 14 молодих темношкірих, і мобілізував 20 000 темношкірих людей та їхніх прихильників 2 березня 1981 року — відомий як День дій чорношкірих людей — на знак протесту проти смерті молодих людей та неспроможність поліції провести належне розслідування. Ла Роуз був головою Комітету дій проти різанини у Нью-Кросс.
У 1982 році він зіграв важливу роль у заснуванні організації Африканська солідарність на підтримку тих, хто бореться проти диктаторських урядів і тиранії в Африці. Того року він очолив Комітет зі звільнення політичних в'язнів у Кенії, серед засновників якого був кенійський прозаїк і критик Нгугі Ва Тхіонго.
Одним із найбільших досягнень Ла Роуза став Міжнародний книжковий ярмарок радикальних книг для темношкірих і книг країн третього світу (1982—1995), спочатку організований спільно з Bogle-L'Ouverture Books і Race Today Publications. Спочатку він очолював ярмарок разом з Джесікою Гантлі з Bogle-L'Ouverture. Після виходу Bogle-L'Ouverture з оргкомітету став його одноосібним директором.
Книжкові ярмарки та фестивалі книжкових ярмарків, які проводилися у Великій Британії, спочатку у Лондоні, а потім і в інших частинах країни, збирали людей з усього світу для участі у дебатах, форумах, читаннях, музичних заходах, фільмах, виставах та інших культурних заходах, а також перегляду продукції від багатьох видавництв. Вони відзначали величезні культурні та політичні досягнення, торкалися ключових проблем часу та віддзеркалювали досягнення чорношкірих людей у всьому світі.
У відповідь на занепокоєння з приводу зростання фашизму та ксенофобії у 1989 році Ла Роуз допоміг заснувати Європейську діяльність за расову рівність і соціальну справедливість, об'єднавши антирасистів й антифашистів з Бельгії, Італії, Франції та Німеччини.
Ла Роуз був головним редактором New Beacon Books до своєї смерті у 2006 році. Він редагував періодичний журнал «New Beacon Review» (1968, 1985, 1986) і спільно з Ендрю Солкі редагував спеціальний випуск журналу «Savacou» (№ 9/10, 1974), який містив вичерпну антологію доробку темношкірих авторів у Великій Британії під час період Карибського руху художників. У 1966 році вийшла друком перша збірка віршів Ла Роуза, «Foundations», у 1992 році — його друга збірка «Eyelets of Truth Within Me» (обидві опубліковані New Beacon Books). Його вірші та нариси увійшли до численних антологій, а його статті регулярно публікували у «Рейс тудей». Він був співавтором «Kaiso Calypso Music: David Rudder in Conversation with John La Rose» (1990).
У 1991 році Ла Роуз разом із кількома колегами заснував Інститут Джорджа Падмора: бібліотеку, архів й освітній дослідницький центр, де зберігаються матеріали, які стосуються життєвого досвіду карибських, африканських й азійських громад у Великій Британії. Цілями та завданнями Інституту є організація: бібліотеки, освітніх ресурсів і науково-дослідного центру, які забезпечать доступ до матеріалів, якими він опікується, для використання зацікавленими особами та групами як особисто в Інституті, так і через використання сучасні методи зберігання, пошуку та зв'язку; освітня та культурна діяльність, зокрема конференції, курси, семінари, бесіди та читання; публікація відповідних матеріалів. Він очолював інститут від заснування до своєї смерті у 2006 році.
Презентуючи доповідь Ла Роуза на тему «Політика культури: Письменство та видавництво сьогодні», організовану у Лондоні у травні 1985 року, прозаїк, драматург і критик Нгугі Ва Тхіонго написав:
«Джон Ла Роуз чудово усвідомлює революційний потенціал літератури та культури у сучасному світі. Як письменник, видавець і культурний активіст, він допоміг розвинутись багатьом письменникам в Африці, Карибському басейні, Європі й Америці. Рідко хто, стикаючись із ним, оминав його щедрий, дослідницький, сучасний ренесансний дух».

## Особисте життя
Ла Роуз одружився з Ірмою Ла Роуз (уроджена Гілер) у 1954 році. У них було двоє синів, Майкл і Кіт.
У Ла Роуза був ще один син Воле Ла Роуз від Сари Свінберн Вайт, його давньої партнерки та співзасновниці New Beacon Books.
Ірма Ла Роуз померла у 2019 році. Сара Свінберн Вайт померла у 2022 році.

## Вибіркова бібліографія

### Поезія
- Foundations (1966), New Beacon Books
- Eyelets of Truth Within Me (1992), New Beacon Books. ISBN 1-873201-05-2

### Журнали
- New Beacon Review (1968, 1985, 1986) — редактор

### Нариси
- Life experience with Britain. Chronicle World. Архів оригіналу (web) за 3 жовтня 2006. Процитовано 5 лютого 2007.
- Social exclusion and cultural creativity. Chronicle World. Архів оригіналу (web) за 20 лютого 2005. Процитовано 5 лютого 2007.
- Unending Journey: Selected Writings (Introduction by Linton Kwesi Johnson; 2014), New Beacon Books, ISBN 978-1-873201-29-9

## Некрологи та вшанування
- Alleyne, Brian (Autumn 2007). John La Rose (1927–2006). History Workshop Journal. 64 (1): 460—466. doi:10.1093/hwj/dbm063.
- Bourne, Jenny (1 березня 2006). John La Rose 1927–2006. Independent Race and Refugee News Network. Institute of Race Relations. Архів оригіналу (web) за 22 лютого 2007. Процитовано 5 лютого 2007.
- Busby, Margaret (March 2006). John La Rose - publisher, poet, cultural activist. Publishing News. Процитовано 13 лютого 2022 — через LinkedIn.
- Busby, Margaret (November 2006). «Obituary: John La Rose», Wasafiri, Vol. 21, No. 3, pp. 65–67. DOI: 10.1080/02690050600918433.
- Hutchinson, Shaun, «A Black British Icon», The New Black Magazine.
- John, Gus (22 квітня 2006). John La Rose. The Independent. Independent News and Media Limited. Архів оригіналу (web and print) за 1 жовтня 2007. Процитовано 5 лютого 2007.
- Johnson, Linton Kwesi (4 березня 2006). John La Rose (web and print). The Guardian. Guardian News and Media Limited. Процитовано 5 лютого 2007.

- Lee, Simon (May–June 2006). John La Rose: intellectual beacon. Caribbean Beat (79).
- Le Gendre, Kevin (18 лютого 2007). The legacy of John La Rose: Respect for the dubfather. The Independent. Процитовано 5 лютого 2007.
- Ramdeen, Leela (16 березня 2006). Tribute to elder statesman. The Trinidad Guardian. Архів оригіналу за 26 вересня 2007. Процитовано 5 лютого 2007.
- Word Power Books (2 березня 2006). John La Rose (1927–2006): A Tribute. Word Power Books, Edinburgh, Scotland, UK. Архів оригіналу (web) за 29 листопада 2006. Процитовано 5 лютого 2007.

## Спадщина
У 2003 році вийшов документальний фільм режисера Хораса Ове та змонтований Пітом Стерном «Мрія змінити світ: Данина Джону Ла Роузу» про Джона Ла Роуза.
Конкурс оповідань імені Джона Ла Роуза відбувся в рамках міжнародної конференції «На чиїх умовах? Критичні переговори у темношкірій британській літературі та мистецтві», організованому Голдсмітським коледжем Лондона у березні 2008 року. Серед журі були Р. Вікторія Арана, Маргарет Басбі, Куртія Ньюленд і Кадія Сесай, а виграла конкурс Молара Вуд зі своїм оповіданням «Written in Stone».
У 2011 році BBC Radio 4 транслювало програму «What We Leave We Carry: The Legacy of John La Rose», представлену Бертом Цезарем, за участю Сари Вайт, Лінтона Квесі Джонсона, Маргарет Басбі, Сьюзен Крейг-Джонс і Гаса Джона.
Лекції пам'яті Джона Ла Роуза, які проводились з 2010 року; першу лекцію прочитав Девід Абдула на тему «Політика та народна влада після Обами». У 2011 році Джейн Кортез виступила на тему «Змінна природа чорної культурної політики», а Нгугі Ва Тхіонго прочитав третю лекцію у 2013 році.
У 2013 році Ла Роуз разом із Сарою Вайт отримав премію Генрі Свонзі за видатні заслуги у карибській літературі від NGC Bocas Lit Fest «за життєві досягнення для визначення заслуг у карибській літературі редакторів, видавців, критиків, телеведучих та інших».
Виставка «Dream to Change the World: The Life & Legacy of John La Rose» відбулася в Іслінгтонському музеї з 22 травня до 29 серпня 2015 року. Під час виставки також провели низку супутніх публічних заходів і семінарів для шкіл.

## Подальше читання
- Roxy Harris and Sarah White, eds (1991), Foundations of a Movement: A Tribute to John La Rose. London: John La Rose Tribute Committee. ISBN 1-873201-07-9.
  - Feschrift на честь Джона Ла Роуза з нагоди 10-го книжкового ярмарку. Письменники, художники, вчені та активісти вшанували його внесок у боротьбу за соціальну справедливість, культурну та соціальну трансформацію понад 60 разів.
- Anne Walmsley (1992), The Caribbean Artists Movement: A Literary and Cultural History 1966—1972. Лондон: New Beacon Books.ISBN 1-873201-06-0.
  - Історія Карибського руху художників, заснованого у Лондоні у 1966 році Едвардом Камау Бретвейтом, Ендрю Солкі та Джоном Ла Роузом. Книга містить розповідь про рух в його історичному контексті. Серед багатьох членів КРХ були Сиріл Джеймс, Вілсон Гарріс, Рональд Муді, Обрі Вільямс, Орландо Паттерсон, Кеннет Рамчад, Гордон Ролер, Айван Ван Сертіма, Луїс Джеймс, Джеймс Беррі, Еррол Ллойд і Доріс Бретвейт.
- Brian W. Alleyne (2002), Radicals Against Race: Black Activism and Cultural Politics. Нью-Йорк: Berg. ISBN 1-85973-527-4.
  - Наукова розповідь про історію New Beacon Books і мережі активістських організацій, які об'єдналися та розвивалися навколо книгарні та видавництва.
- Sarah White, Roxy Harris, Sharmilla Beezmohun, eds (2005), A Meeting of the Continents: The International Book Fair of Radical Black and Third World Books — Revisited. Лондон: New Beacon Books.ISBN 1-873201-18-4.
  - Вичерпний звіт про Книжковий ярмарок з інформацією про те, як він починався, як був організований, роль Ла Роуза, як і чому він закінчився, спогади людей з усього світу, які брали участь; плюс дванадцять брошур, які супроводжували кожен книжковий ярмарок, передруковано повністю.
- Kevin Meehan (2006), «Brilliant Episodes of Invention», in Wasafiri 21(3), листопад 2006, стор. 59–64.ISSN 0269-0055 (друк), ISSN 1747-1508 (онлайн) — критика поетичної данини американської поетеси Джейн Кортез Ла Роузу в «Foundations of a Movement» (Harris and White, 1991).
- E. A. Markham (2006), «Bookmarks for John La Rose», in At Home with Miss Vanesa, стор. 3–14 (спогади про Ла Роуза). Бірмінгем, Велика Британія: Tindal Street Press. ISBN 978-0955138409